# Proteste in Georgien seit 2024
Proteste in Georgien begannen 2024 und halten weiterhin an. Es handelt sich um eine Reihe von Protesten, ausgelöst durch die Entscheidung der neuen georgischen Regierung zur Aussetzung der Beitrittsverhandlungen Georgiens mit der Europäischen Union. Dem gingen Parlamentswahlen im Oktober 2024 voraus, die von vielen Beobachtern als gekennzeichnet von Wahlmanipulation eingeschätzt werden und deren Ergebnis die pro-europäische Opposition nicht anerkennt.

## Hintergrund

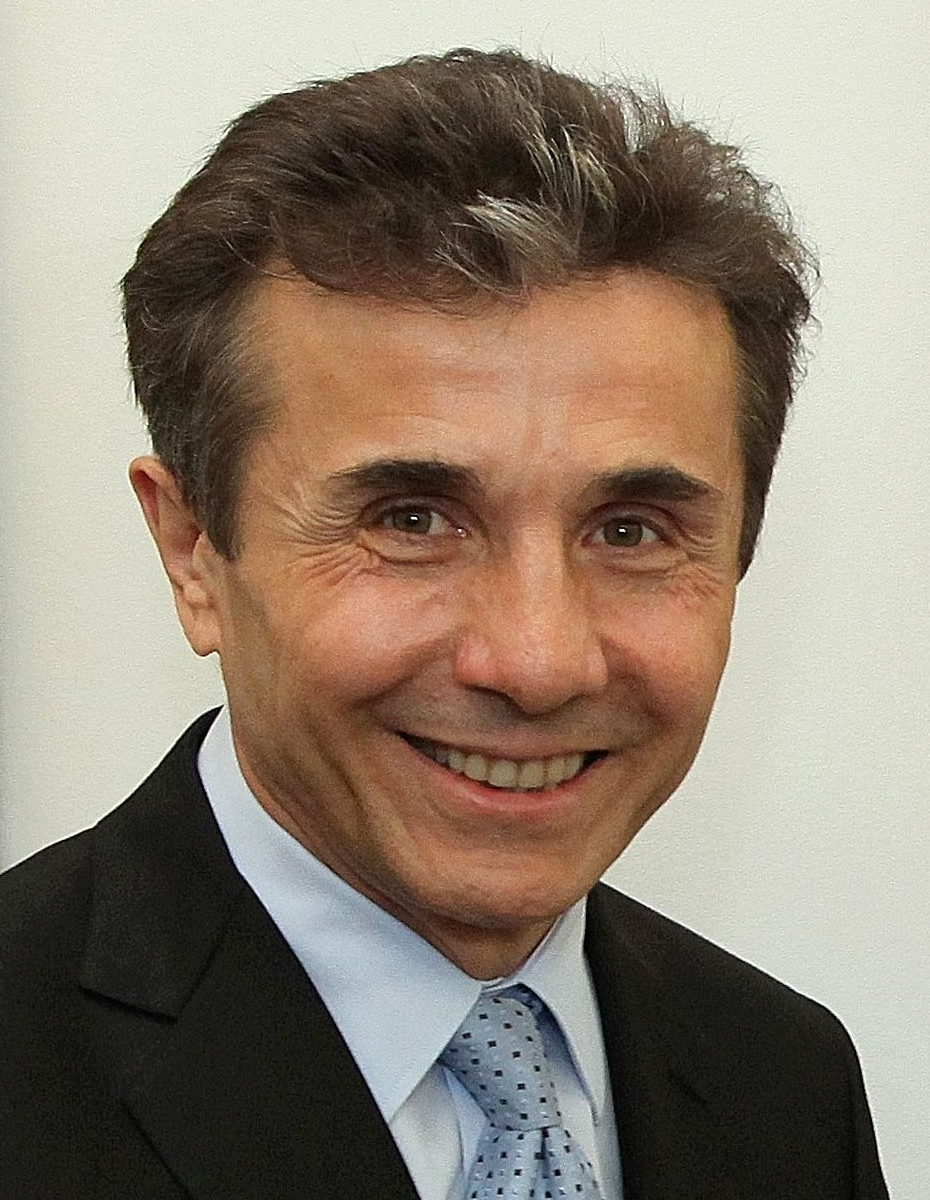
Bidsina Iwanischwili war Spitzenkandidat der Partei Georgischer Traum, ist deren Gründer und wird als Milliardär mit internationalen Geschäftsbeziehungen auch als Oligarch und Strippenzieher in der Regierungspartei angesehen.

In den Jahren bis 2024 kam es immer wieder zu Protestbewegungen in Georgien, die sich gegen die Regierungspartei und deren zunehmend als pro-russisch wahrgenommene Politik richteten. So wurden im Rahmen von Protesten in den Jahren 2023 und 2024 gegen Gesetze demonstriert, nach denen Medien und Organisationen als „ausländische Agenten“ eingestuft werden können.
Bei den Parlamentswahlen am 24. Oktober 2024 ging nach offiziellem Wahlergebnis die regierende Partei Georgischer Traum als Sieger mit absoluter Mehrheit hervor. Der Rest der Stimmen verteilte sich zu etwa gleichen Teilen auf vier Oppositionsbündnisse. Beobachter sprechen von Wahlbetrug und Wahlbeeinflussung bis hin zu Bedrohungen und Stimmenkauf vor und während der Wahl. Mehrere Institute kommen zur Einschätzung, dass das verkündete Wahlergebnis statistisch unmöglich oder nur durch Wahlbetrug zu erklären ist. Infolgedessen kam es zu Protesten sowie einer Ablehnung und Anfechtung des Wahlergebnisses durch die Opposition, zu denen auch die Präsidentin Georgiens Salome Surabischwili gehört. Während sich die Oppositionsbündnisse und die Präsidentin für eine stärkere Integration nach Westen in die Europäische Union und die NATO einsetzen, wird die regierende Partei Georgischer Traum als russlandnah wahrgenommen, wobei sie im Wahlkampf den EU-Beitritt weiterhin als Ziel ihrer Politik ausgegeben hat. Die Proteste gegen die Wahl hielten zwar an, flauten mit der Zeit aber ab.
Obwohl die Anfechtung und Untersuchungen zu Wahlmanipulationen noch liefen, trat das neue Parlament am 28. November 2024 zu einer konstituierenden Sitzung zusammen. Die Sitzung wurde von allen Oppositionspolitikern boykottiert und nur die Abgeordneten der Regierungspartei und deren Verbündete nahmen teil. Die Rechtmäßigkeit des neuen Parlaments wird von Verfassungsrechtlern in Zweifel gezogen. Dennoch wurde das Kabinett Kobachidse II als neue Regierung ins Amt gewählt und ein Regierungsprogramm verkündet. Dieses beinhaltet die Aussetzung der Beitrittsverhandlungen Georgiens mit der Europäischen Union. Die Verhandlungen hatten erst gut ein Jahr zuvor begonnen und werden von weiten Teilen der georgischen Gesellschaft unterstützt.

## Ereignisse

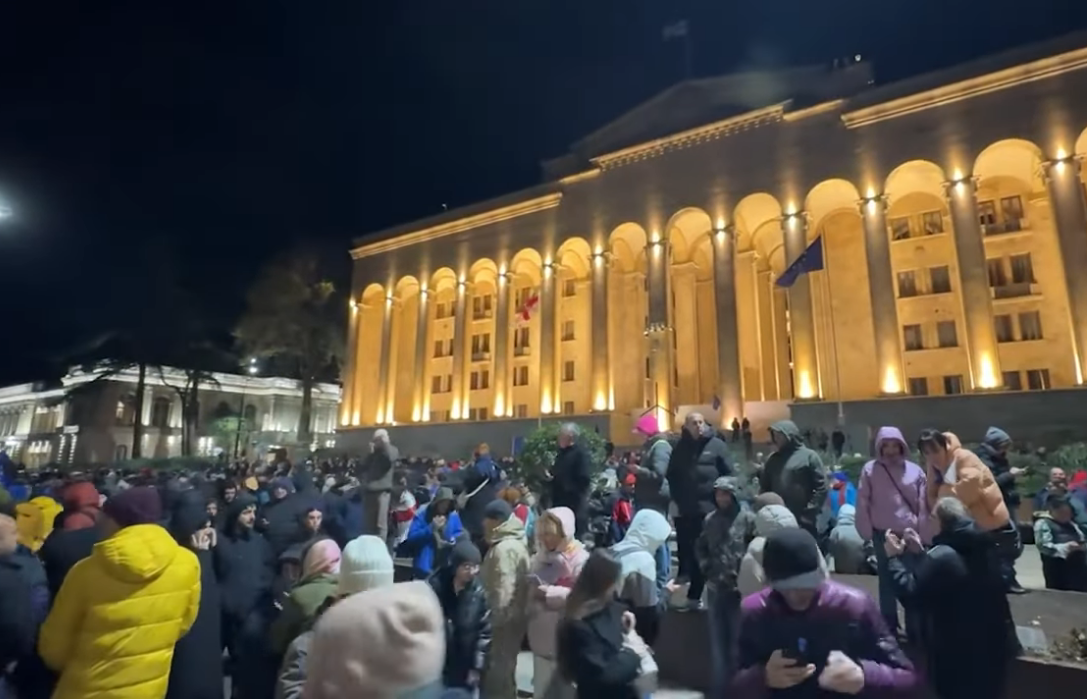
Demonstranten vor dem Parlament in Tiflis am 2. Dezember.

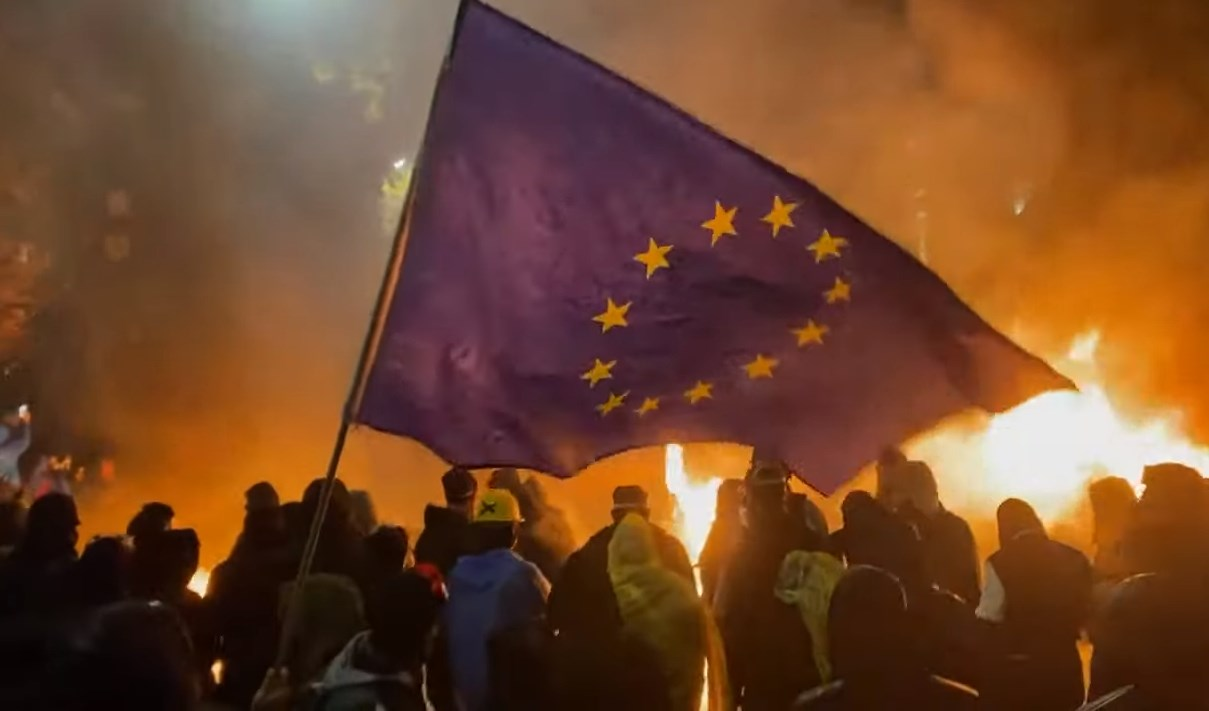
EU-Flagge vor brennenden Barrikaden in Tiflis am 2. Dezember.

Nachdem das Programm mit der Aussetzung der Beitrittsverhandlungen öffentlich wurde, begannen noch am gleichen Abend Protesten nicht nur gegen das Ergebnis der Parlamentswahl, sondern insbesondere gegen diese Entscheidung sowie für eine weitere Integration Georgiens in die EU. Die Demonstrationen fanden von da an täglich mit tausenden Teilnehmern statt und endeten in Tiflis in der Regel vor dem Parlament Georgiens auf dem Rustaweli-Boulevard. Die Kundgebungen verlaufen meist ohne Reden und ohne erkennbare Führungsfigur. Neben Vertretern der georgischen Opposition sowie der noch amtierenden Präsidentin Surabischwili wandten sich auch zahlreiche Beamte in den Regierungsbehörden in gemeinsamen Stellungnahmen gegen die Entscheidung. Die Universität von Georgien sowie weitere Institutionen stellten ihre Arbeit ein und riefen zum Protest auf. Proteste begannen daraufhin auch in weiteren Städten des Landes.
Die Polizei setzte gegen die Protestierenden Tränengas und Wasserwerfer ein und nahm in den ersten zwei Wochen über 400 Menschen fest. Dabei sollen zahlreiche Demonstrierende von der Polizei verprügelt worden sein. Der Regierung wird vorgeworfen, Schlägertrupps einzusetzen, um Menschen von der Teilnahme an den Protesten abzuhalten. Protestierende wiederum errichteten Barrikaden und warfen Feuerwerkskörper auf Polizisten. Mit Beginn der Proteste wurde das Parlament in Tiflis mit Barrikaden abgeriegelt, um Demonstranten den Zugang zu verwehren. Auf dem Platz wurde von der Stadtregierung der Weihnachtsbaum aufgerichtet. Demonstranten hingen dort Bilder der Opfer von Polizeigewalt auf, um diese anzuprangern, was bald von der Polizei unterbunden wurde. Darüber hinaus kam es zunehmend zu Angriffen auf Journalisten, die für regierungsunabhängige Fernsehsender arbeiten. Sie werden von Mobs angegriffen, beraubt und verletzt. In der Taz wird von „Gewaltexzessen“ gegen die Demonstrierenden berichtet. Polizeistationen der Hauptstadt und umliegender Städte seien überfüllt, wo Menschen tagelang festgehalten werden, ehe ein Gerichtsverfahren stattfindet.
Am 14. Dezember fand die Präsidentschaftswahl statt, bei der das Amt erstmals durch ein Wahlgremium besetzt wurde, das zur Hälfte aus Parlamentsabgeordneten besteht. Sieger und einziger Kandidat wurde der regierungsnah geltende, ehemalige Fußballer Micheil Kawelaschwili. Wegen der Nichtanerkennung beziehungsweise Illegalität des Parlaments wurde auch die Präsidentschaftswahl von der Opposition boykottiert und das Ergebnis nicht anerkannt. Auch die bisherige Präsidentin erkennt das Ergebnis nicht an und will ihr Amt nicht verlassen, bis ein legitimer Nachfolger gewählt ist. Von Demonstrierenden wurde neben dem Verfahren auch die mangelnde Bildung und Qualifikation von Kawelaschwili kritisiert. Die amtierende Präsidentin Surabischwili wird von den Protestierenden zunehmend als Integrationsfigur und Ikone der Protestbewegung wahrgenommen.
Die traditionelle Illuminierung des Weihnachtsbaums vor dem Parlamentsgebäude wurde vom Bürgermeister Kacha Kaladse, Mitglied des Georgischen Traums, angekündigt, musste aber schließlich wegen der anhaltenden Demonstrationen abgesagt werden.

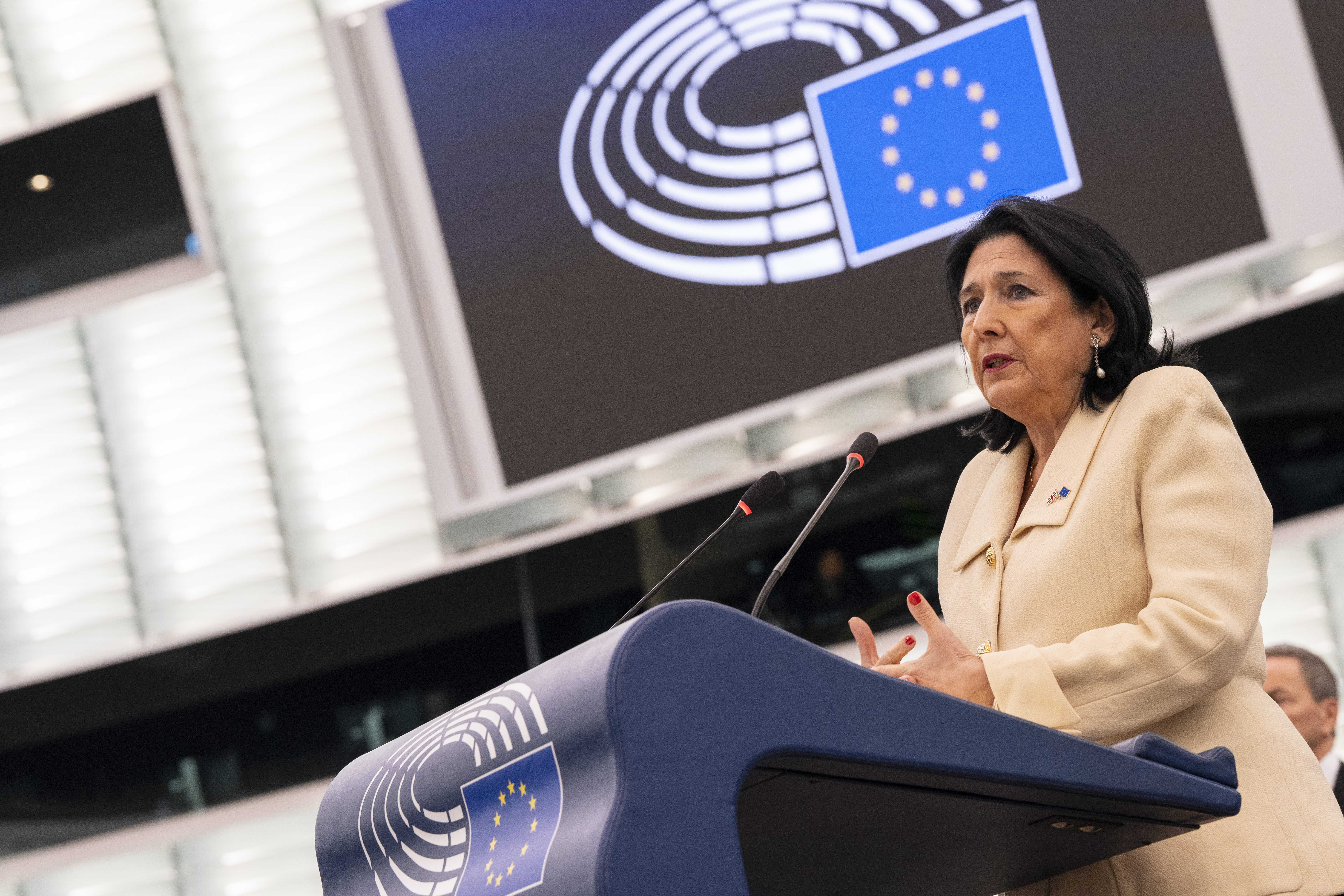
Präsidentin Salome Surabischwili bei ihrer Rede vor dem Europäischen Parlament am 18. Dezember 2024 mit der Forderung, die Protestbewegung in Georgien zu unterstützen.

In der zweiten Dezemberhälfte wechselte die Oppositionsbewegung ihre Strategie zu diversen Demonstrationen, die jeweils gleichzeitig stattfinden und unterschiedlichen Berufsgruppen, Szenen, Minderheiten und Regionen gewidmet sind. Die Demonstrationszüge treffen sich zum Abend hin am Parlament. Unter den Gruppen, die sich zu Märschen zusammenschlossen, sind beispielsweise Ärzte, Germanisten, georgische Armenier oder Aserbaidschaner oder Menschen aus Mingrelien und Kachetien. Am 29. Dezember endet offiziell die Amtszeit der Präsidentin und Micheil Kawelaschwili soll als neuer Präsident ins Amt eingeführt werden. Surabischwili will ihr Amt an diesem Tag jedoch nicht räumen. Am 21. Dezember setzte sie der Regierung ein Ultimatum zu Verhandlungen über Neuwahlen. Ihre Rede dazu auf der Großdemonstration wurde von der Polizei durch Beschlagnahme der Veranstaltungstechnik erschwert und während der Rede kam es zu technischen Störungen. Die Regierung wiederum hatte angekündigt, die Präsidentin verhaften zu wollen, wenn sie ihren Amtssitz nicht verlässt. Nach einer am 24. und 25. Dezember von IPM durchgeführten Umfrage sehen 46 % Georgier weiterhin Surabischwili als Präsidentin, nur 22 % erkennen Kawelaschwili an.
Am 28. Dezember fanden Menschenketten in vielen Städten Georgiens statt, die symbolisch für Zusammenhalt und den Schutz der Demokratie stehen sollen. Dabei nahmen Zehntausende teil. In Tiflis erstreckte sich die Kette über alle Brücken über die Kura in der Stadt und die Straßen dazwischen. Zugleich häuften sich Berichte, dass Mitarbeiter von Behörden, Firmen und Kulturinstitutionen wegen Kritik an der Regierung gekündigt wurden. Am 29. Dezember fand dann vormittags eine Kundgebung am Orbeliani-Palast statt, während der Surabischwili ihren Amtssitz verließ und die Demonstration zum Parlament begleitete. Sie sprach davon, dass sie die Wahl ihres Nachfolgers nicht anerkenne und die Legitimität des Amts mit sich nehme. Währenddessen fand im Parlament die Vereidigung Kawelaschwilis statt, nur mit Vertretern der Regierung, ohne Oppositionsvertreter und ohne Diplomaten. Gegen die Kundgebung vor dem Parlament ging erneut die Polizei vor und nahm Teilnehmer fest. Auch in Batumi fand eine Demonstration gegen die Regierung statt.
Die Proteste hielten auch am 30. und 31. Dezember an, auch wenn der Auszug Surabischwilis für Verunsicherung gesorgt hat. Am Silvesterabend gingen in Tiflis Zehntausende auf die Straße und teilten an einer kilometerlangen Tafel gegenseitig Essen und verteilten Geschenke. Laut Surabischwili kamen 200.000 Teilnehmer. Kawelaschwili hat unter seinen ersten Amtshandlungen vom Parlament zuvor beschlossene Gesetze erlassen, die polizeiliches Vorgehen gegen Demonstrationen erleichtern, Vermummung, Laser und helle Taschenlampen auf Kundgebungen verbieten und hohe Strafen sowie präventive Festnahmen vorsehen. Regierung und regierungsnahe Medien verbreiteten eine Gratulation des georgischen Patriarchen Ilia II. an Kawelaschwili zu dessen Amtseinführung, die jedoch nicht über offizielle Kanäle der Kirche oder andere Medien veröffentlicht wurde. Vom NATO-Generalsekretär übersandte Glückwünsche zum neuen Jahr wurden von der Regierung als Bestätigung angesehen, worauf ein NATO-Vertreter jede tiefere Bedeutung der Glückwünsche dementierte.
Zu Beginn des Jahres 2025 wurden mehrere Entlassungen bekannt: Die Wahlkommission entließ einen Berater, der die gewaltsame Unterdrückung der Proteste öffentlich kritisiert hatte. Ähnliche Entlassungen gab es beim Führungspersonal in der Behörde für Resozialisierung Strafgefangener. Am Theater Tiflis wurden Aufführung wegen der Inhaftierung eines Schauspielers abgesagt. Mitte Januar wurde die Journalistin Mzia Amaglobeli festgenommen, die zwei regionale unabhängige Medien führt. Ihr wird ein Angriff auf Polizeibeamte vorgeworfen, der Vorfall wurde laut einem lokalen Medienbericht von der Polizei eingefädelt. Am 13. Januar kam es zu Protesten bei einem Festessen mit Richtern, darunter auch solche, die Demonstranten verurteilt hatten oder gegen diese verhandeln. Deren Angehörige protestierten gegen Korruption im Justizsystem und die Haft ihrer Angehörigen. Einigen Richtern wurde der Zugang zur Veranstaltung verwehrt, andere wurden mit Eiern beworfen. Für den 15. Januar wurde ein dreistündiger Generalstreik ausgerufen, in dem Neuwahlen gefordert wurden. Der Gewerkschaftsbund hatte sich diesem Aufruf jedoch nicht angeschlossen, da man intern uneinig ist und der Streik nicht Teil eines Arbeitskampfes ist. Neben der zeitweiligen Schließung von Unternehmen und Geschäften kam es in Tiflis zu zahlreichen kleinen Kundgebungen und Straßenblockaden. In der Stadt kam es zu einem gewaltsamen Übergriff auf Streikende durch vier zunächst unbekannte Männer, die später durch Videoaufnahmen als Angestellte der Stadtverwaltung identifiziert wurden.
Am 29. Januar wurde ein UN-Bericht öffentlich, der die Vorwürfe festgenommener Demonstranten für ernstzunehmen hält und die georgische Regierung zu einer Untersuchung der Gewalt auffordert. Am gleichen Tag beschloss die georgische Regierung, die Beteiligung des Landes an der parlamentarischen Versammlung des Europarats auszusetzen, da diese Neuwahlen in Georgien, Rücknahme von Gesetzen und eine Untersuchung der Polizeigewalt gefordert hatte. Am 3. Februar kam es zu Razzien bei Oppositionellen und bei Protesten, die eine Autobahnzufahrt blockierten, wurden 31 Menschen, unter anderem zwei Oppositionsführer, festgenommen. Die Polizei schlug auf die Festgenommenen ein und löste die Blockade gewaltsam auf. Transparency International warf der Polizei vor, Drogen bei Beschuldigten platziert zu haben, um Festnahmen zu rechtfertigen. Eine Umfrage des Institute of Social Studies and Analysis im Februar zeigte, dass über 80 % der Georgier das Land in einer politischen Krise sehen und fast ebenso viele die Schuld dafür der Regierungspartei geben. Zwei Drittel lehnen die Aufschiebung des EU-Beitritts ab und 60 % unterstützten die Proteste und fordern Neuwahlen. 48 % halten die Regierung für illegal oder illegitim und mit 40 % zu 38 % sah noch immer eine relative Mehrheit Salome Surabischwili als legitime Präsidentin des Landes.
Mit den Stimmen der als einzige anwesenden Regierungsfraktion beschloss das georgische Parlament am 5. Februar die Annullierung der Mandate von drei der vier Oppositionsfraktionen. Diese hatten die Sitzungen bisher boykottiert. Drei Abgeordnete traten aus der Regierungsfraktion aus, um eine „gesunde Opposition“ zu bilden. Danach schuf das Parlament eine Untersuchungskommission, die die frühere Regierung der jetzigen Oppositionspartei Vereinte Nationale Bewegung aufarbeiten und deren Bestrafung vorbereiten solle. In den folgenden Wochen wurden Auflagen und Strafen für Verstöße bei Versammlungen deutlich verschärft, darunter Verbote von Vermummung und Straßenblockaden. Dennoch hielten die Proteste an und regelmäßig fanden Kundgebungen in der Hauptstadt und anderen Städten statt. Medien in Georgien gerieten zunehmend unter Druck, sowohl von der Polizei bei der Berichterstattung als auch durch die Politik, sowie das Onlinemedium OC Media zusätzlich durch eine Beendigung von Zuschüssen aus dem Programm von USAID durch DOGE nach der Regierungsübernahme von Donald Trump in den USA. Auch auf Behördenmitarbeiter wurde weiter Druck ausgeübt. So entließ das georgische Verteidigungsministerium fünf Mitarbeiter, die eine Petition für den EU-Beitritt unterzeichnet hatten.
Am 7. März, dem 100. Tag der Proteste, versammelten sich erneut Tausende in Tiflis. Bis zu diesem Zeitpunkt hatte die Protestbewegung in vielen Orten im ganzen Land lokale Ableger, die teilweise zusätzlich auch lokale Probleme, Sozial-, Gesundheits- und Umweltpolitik adressierten. Am 10. März endete nach mehreren Polizeieinsätzen eine Besetzung des Schota-Rustaweli-Theaters und der Filmhochschule in Tiflis mit hohen Bußgeldern für die Teilnehmer durch die im Monat zuvor verschärften Gesetze. Ende März verschärfte sich das Vorgehen gegen Journalisten. So rief der Aufsichtsrat des öffentlich-rechtlichen Rundfunks auf, intern gegen Regierungskritiker vorzugehen. Am 1. April wurde ein Gesetz gegen ausländische Agenten beschlossen, das jede mit ausländischem Geld finanzierte Organisation, wie es viele zivilgesellschaftliche oder journalistische Organisationen in Georgien zum Teil sind, unter besondere staatliche Aufsicht und mit besonderen Auflagen versieht. Das Gesetz trat am 1. Juni in Kraft, wobei bereits im Vorfeld Meldemechanismen geschaffen wurden, um Organisationen bei staatlichen Stellen melden zu können. Ebenfalls am 1. April verkündete Salome Surabischwili die Gründung einer gemeinsamen politischen Plattform des Widerstands. Einige Oppositionsführer kritisierten dies jedoch als viel zu vage und zu spät. Wenige Tage darauf kündigten Angehörige der inhaftierten Demonstranten an, eine neue Protestbewegung zu starten.
Laut Transparency International wurden bis Mitte April etwa 700 Angestellte der öffentlichen Verwaltung in Georgien gekündigt, weil sie an den Protesten teilgenommen hatten. Ein Höhepunkt der Proteste im April war zu Ostern. Ab April wurden zunehmend Aktivisten und Oppositionsmitglieder wegen der Teilnahme an Protesten zu Haftstrafen verurteilt und mit Razzien gegen finanzielle Unterstützer der Proteste vorgegangen. Als Reaktion wurde am 1. Mai ein Fond gegründet, der Oppositionelle und verhaftete oder verurteilte Protestteilnehmer finanziell unterstützten soll, indem beispielsweise Bußgelder übernommen werden. Am 2. Mai schloss mit TV Mtavari einer der größten regierungskritischen Fernsehsender.
Am 14. Mai beschloss die Regierungspartei im Parlament ein Gesetzespaket, dass das Verbot von Parteien deutlich vereinfacht. Ein Verbot der Oppositionsparteien war von Georgischer Traum bereits im Wahlkampf 2024 angekündigt worden. In den Tagen danach wurde ein Gesetz vorangebracht, das die Geheim- und Sicherheitsdienste sowie die innere Dienstaufsicht und die Generalstaatsanwaltschaft Georgiens zusammenlegen soll. Ein wichtiger Protesttag im Mai war der Unabhängigkeitstag am 26. Mai, zu dem von der Opposition eigene Veranstaltungen neben dem staatlichen Gedenken organisiert wurden. Ab Ende Mai kam es zu einer Reihe von Rücktritten und Umstrukturierungen wichtiger, aber vom Ausland sanktionierter Funktionsträger im Innenministerium, beginnend mit dem Innenminister selbst und darunter auch sein Stellvertreter und der Generalstaatsanwalt, die teils mit anderen Aufgaben in der Regierung betraut wurden.
Im Juni 2025 begann eine von der Regierung angekündigte Verfolgung von „Beleidigungen“ ihrer Mitglieder und Vertreter, insbesondere gegen Journalisten und Beitragende in Sozialen Medien. In den darauffolgenden Wochen wurden viele Spitzenpolitiker der Opposition festgenommen und zu mehrmonatigen Haftstrafen verurteilt, weil diese sich der Teilnahme an der Untersuchungskommission zur Oppositionspartei Vereinte Nationale Bewegung verweigerten. Vor dem Hintergrund von Ankündigungen, die Opposition werde die im Oktober anstehenden Kommunalwahlen boykottieren, bot Präsident Kawelaschwili den Politikern eine Begnadigung an, wenn sie bei den Wahlen kandidieren würden. Teilnehmer an Demonstrationen erhielten unter dem Vorwurf des Einsatzes von Feuerwerkskörpern oder Molotowcocktails bei Protesten teils mehrjährige Haftstrafen. Protestierende berichten zudem davon, die Polizei würde sie vermehrt auf Drogen testen wollen und dazu auch in ihrer Wohnung aufsuchen. Das Verweigern eines Drogentests ist nach einer kürzlich verabschiedeten Gesetzesänderung strafbar. Die georgischen Behörden froren im Juni und Juli 2025 die Konten zweier oppositioneller Medienorganisationen sowie der Oppositionspartei Droa ein. Mehreren westlichen Journalisten und Vertretern von Nichtregierungsorganisationen, die der georgischen oder russischen Regierung kritisch gegenüberstehen, wurde die Einreise verweigert, meist ohne Angabe von Gründen.

## Reaktionen außerhalb Georgiens
Wegen des gewaltsamen Vorgehens gegen die Proteste wurden Mitglieder der georgischen Regierung von den USA, dem Vereinigten Königreich sowie von den baltischen Staaten mit Sanktionen belegt. Insbesondere Iwanischwili als hauptsächlich für die Regierungspolitik verantwortlich Gesehener ist im Visier der Sanktionen und wird von den USA und aus dem Baltikum adressiert. Aus Frankreich wurde die Ankündigung einer Festnahme der Präsidentin als inakzeptabel bezeichnet und die Ehrung Iwanischwilis mit der Ehrenlegion wurde zurückgenommen. Die deutsche Außenministerin Annalena Baerbock kündigte an, dass keine neuen Projekte zur Entwicklungszusammenarbeit mit Georgien finanziert würden und Sanktionen gegen Regierungsmitglieder EU-weit geprüft würden. Wegen Verletzung von Menschenrechten und Verantwortung für Gewalt gegen Demonstranten erließ Deutschland am 31. Dezember 2024 gegen neun ungenannte Vertreter der georgischen Regierung Einreisesperren. Außerdem wird zusammen mit anderen EU-Staaten die Visafreiheit für georgische Amtsträger ausgesetzt. Ende Januar wurde von der EU auch die Visafreiheit für georgische Diplomaten ausgesetzt.
In Solidarität mit den Protesten fanden auch international Kundgebungen statt. In Deutschland protestierten beispielsweise Theater am 19. Dezember. Am 28. Dezember beteiligten sich Menschen an Solidaritäts-Menschenketten, zeitgleich zu denen in Georgien, in 40 Städten weltweit, darunter in Deutschland in Saarbrücken, Partnerstadt von Tiflis. Nach der Vereidigung Kawelaschwilis als neuen Präsidenten dankten Vertreter europäischer Regierungen Surabischwili für ihre Bemühungen um die europäische Integration Georgiens. Europäische und amerikanische Abgeordnete sowie die Organisationen der liberalen Parteien riefen dazu auf, Kawelaschwili nicht anzuerkennen und nur Surabischwili als Vertreterin Georgiens zu akzeptieren. Am 3. Januar gratulierte der chinesische Präsident Xi Jinping Kawelaschwili zur Amtsübernahme. Die französische Botschaft wiederum rief zu Neuwahlen in Georgien auf, was zu diplomatischer Verstimmung zwischen beiden Ländern führte. Auch EU-Außenbeauftragte Kallas kritisierte die Polizeigewalt und den Kurs der georgischen Regierung. Am 12. Februar nahm das Europäische Parlament eine Resolution an, die zu Sanktionen von georgischen Regierungsvertretern sowie zur Nichtanerkennung der Regierung aufrief. Anfang März setzten die baltischen Staaten Reisebeschränkungen für weitere 55 georgische Regierungsvertreter in Kraft. Die parlamentarische Versammlung des Europarats wiederum machte Neuwahlen zur Bedingung für die Akzeptanz der georgischen Delegierten. Diese verließen daraufhin die Versammlung.
Nachdem westliche Vertreter bis dahin jeden offiziellen Kontakt mit der neuen georgischen Regierung vermieden hatte, brach die amerikanische Botschafterin damit am 14. März und traf sich mit der georgischen Außenministerin Maka Botschorischwili. Einige Tage später kam es zu einem Treffen der Botschafterin mit Salome Surabischwili.
Weitere Einreisesperren oder Sanktionen gegen Vertreter der georgischen Regierung wegen Menschenrechtsverletzungen wurden verhängt von Deutschland am 25. März 2025, vom Vereinigten Königreich am 11. April, von Litauen am 16. April und Polen am 18. April. Das Vereinigte Königreich verhängte am 2. April Sanktionen gegen Richter, die mit der Regierungspartei zusammenarbeiten sollen. Am 27. März verurteilte der Europäische Rat die Einschränkungen von Demokratie und Menschenrechten, die in Georgien in großer Geschwindigkeit eingeführt wurden.
Nach der Verabschiedung des Gesetzes gegen ausländische Agenten wurde dieses von Norwegen und Schweden sowie vom Menschenrechtsbüro der Vereinten Nationen als Einschränkung der Freiheitsrechte verurteilt. In einer gemeinsamen Erklärung am 26. Mai 2025 verurteilten Emmanuel Macron, Donald Tusk und Friedrich Merz die Freiheit und Demokratie einschränkende Politik der georgischen Regierung, während sie in Freundschaft und Solidarität mit dem georgischen Volk stünden.
Polen gab am 29. April eine Reisewarnung für Georgien aus, da dort bei kritischen Bemerkungen in sozialen Medien Strafen oder Ablehnung der Einreise drohe. Frankreich folgte dem einen Tag später. Die Festnahmen georgischer Oppositionspolitiker im Juni wurden von europäischen Politikern verurteilt, darunter der EU-Außenbeauftragten Kallas und Erweiterungskommissar Kos, auch die US-Regierung äußerte sich besorgt. Das Vereinigte Königreich bestellte am 1. Juli wegen der fortschreitenden Unterdrückung der Proteste und der Anschuldigungen gegen Großbritannien und deren Partner von Seiten der georgischen Regierungspartei den georgischen Botschafter ein. Das Europäische Parlament beschloss am 10. Juli eine Resolution, in der die Rückschritte in der Demokratisierung Georgiens angeprangert wurden. Wegen des Vorgehens gegen die Proteste schickte die EU am 15. Juli einen Brief an die georgische Regierung, in dem mit der Beendigung der Visabefreiung sowie weiteren Sanktionen gedroht wurde. Am 29. Juli verhängte Litauen Sanktionen gegen zehn weitere georgische Staatsvertreter.